# Дерматоскопия
Дерматоскопия (синоним — эпилюминисцентная микроскопия) — метод исследования поверхностных поражений кожи с помощью специального прибора — дерматоскопа. Дерматоскоп состоит из источника света, может быть поляризованным или неполяризованным, а также с увеличительным стеклом и дополнительными элементами. Современные цифровые эпилюминисцентные дерматоскопы способны обрабатывать информацию и записывать ее в цифровом виде.
Дерматоскопия полезна для диагностики новообразований на коже — доброкачественных и онкологических. Это неинвазивный метод, который позволяет увидеть структуру кожи с увеличением в 10 раз (х10). Современное оборудование дает возможность увеличения изображения в 60 (х60), 120 (х120), 140 (х140) раз и более. Подобная визуальная оценка повышает эффективность диагностики кожи, изучения структуры и характеристик новообразований вплоть до оценки сосудов, в частности, родинок и других новообразований кожи. Врач может детально рассмотреть эпидермис, его цвет, дермо-эпидермальные соединения и сосочковый слой дермы. Во время диагностики на кожу наносят иммерсионный гель или масло для улучшения качества изображения, также применяется полностью бесконтактная дерматоскопия, что исключает риски заражения кожи в клинических условиях.

## История
- Впервые микроскопия кожного покрова была применена в 1663 году Johan Christophorus Kolhaus. Он исследовал с помощью микроскопа кровеносные сосуды ногтевого ложа[3].
- 1878. Аббе добавляет к методу иммерсионное масло для улучшения изображения.
- 1893. Метод трансформирован в микроскопию кожи с P. Unna[4]. Сравнительные исследования красной и обычной кожи установили, что оптические свойства поверхностных слоев эпидермиса мешают проникновению света в дерму. Для увеличения проникновения света и получения изображения глубоких слоев кожи было применено водорастворимое масло.
- 1916—1920 годы. По чертежам Muller были сделаны первые модели монокулярных и бинокулярных микроскопов для капилляроскопии кожи.
- 1920. Дерматолог Иоганн Сапфьер совершенствует методику применением источника света и вводит термин «дерматоскопия».
- 1950-е годы. Goldman (США) использует дерматоскоп для оценки пигментных поражений кожи, дерматозов и опухолей
- 1989 год. Врачи-дерматологи Мюнхенского Университета Людвига-Максимилиана разработали прибор для дерматоскопии, оснащенный галогенной лампой, которую можно держать в руке. Использованы ахроматический объектив с 10-кратным увеличением и иммерсионное масло. Проектом руководил профессор Отто Браун-Фалько. Поддержка предоставлена производителем медицинского оборудования HEINE Optotechnik. Метод одобрен и проверен в 1989 году Wilhelm Stolz на кафедре дерматологии и аллергологии Мюнхенского университета[5].

В 1989 году в Гамбурге на первой рабочей встрече по проблемам дерматоскопии были разработаны рекомендации, которые включали подробный список дерматоскопическое признаков пигментных нарушений:
1. нерегулярная пигментированная ретикулярная сеть;
2. неравномерные точки и пятна;
3. неравномерные полосы;
4. бело-голубая вуаль;
5. неравномерная пигментация;
6. частицы регрессии пигментного новообразования;
7. атипичные сосудистые новообразования.

## Виды дерматоскопии
Методика дерматоскопии напрямую зависит от прибора, которым ее проводят.
Различают три основных вида дерматоскопии:
- Контактная неполяризованная[7];
- Контактная поляризованная[8];
- Бесконтактная поляризованная[9].

Современные дерматоскопы имеют несколько режимов, позволяют получить более подробную информацию о состоянии кожи и новообразованиях. С помощью поляризованного света визуализируют состояние глубоких слоев кожи, а неполяризованный свет отражает поверхностные слои.

## Преимущества
- Неинвазивный метод исследования позволяет визуализировать морфологические структуры эпидермиса и сосочкового слоя дермы, которые невидимы для невооруженного глаза;
- Дерматоскопия является более точным методом, чем клиническое обследование;
- Почти все дерматоскопические структуры имеют четкую морфологическую корреляцию;
- Ассоциация таких структур в одном элементе и их расположение очень часто позволяют четко определить тип новообразования кожи;
- Дерматоскопия — относительно недорогой и технически несложный для выполнения метод, однако интерпретация требует определенного опыта и уровня экспертизы;
- Снижение операций за счет ошибочно диагностированных меланом и онкологических новообразований[11].

## Применение
Чаще всего метод дерматоскопии применяют для выявления меланомы.
Другие направления использования:
- Цифровая дерматоскопия помогает наблюдать за поражениями кожи, которые похожи на меланому. Пациенту назначают исследования несколько раз с определенным интервалом. Полученные снимки сравнивают и оценивают на наличие изменений в новообразовании. Если структура не меняется, новообразования считается доброкачественным[13].
- Диагностика опухолей кожи различного характера — карцинома, цилиндрома, ангиома, дерматофиброма, кератоз себорейный и другие разновидности опухолей. Каждое новообразование имеет собственные признаки[14], которые четко видны под дерматоскопом[15].
- Вспомогательная диагностика чесотки и лобковых вшей. Во время дерматоскопии применяют контрастную жидкость.[16][17].
- Наблюдение за бородавками. С помощью метода врач может отличить бородавку от мозоли. При лечении бородавок на последних стадиях дерматоскопия показывает прогресс терапии.
- Исследование грибковых инфекций кожи.
- Установление заболеваний волос и кожи головы. Применяется трихоскопия для диагностики алопеции различной природы и других патологий волос[18].
- Выявление хирургических границ в случае сложно диагностированного рака кожи. Применяется при базальноклеточной карциноме, злокачественных лентиго, болезни Боуэна. Хирург может определить истинные размеры опухоли, уменьшает количество повторных операций.
- Диагностика невусов.

## Назначение и показания
Дерматоскопия показана при таких проявлениях:
- Увеличение, уплотнение и изменения цвета в родинке;
- Перед удалением кожного новообразования;
- Наличие большого количества пигментных пятен;
- Наличие большого количества новообразований, возвышающихся над кожей и имеющих диаметр более 0,5 см;
- Зуд, покалывание и трещины в области родинки;
- Постоянно увеличивается количество родинок на теле;
- Родинки были травмированы.

Желательно проводить дерматоскопию лицам, которые:
- Долго находятся под действием УФ-излучения;
- Имеют возраст старше 60 лет;
- Имеют родственников, у которых в анамнезе диагноз рак кожи;
- Имеют бледную кожу и светлые глаза (фототип 2).

## Современность и перспективы
В начале 2000-х годов активно продолжается совершенствование метода и применения автоматизированных технологий. Ученые Венского университета изобрели и запатентовали дерматоскоп на основе кросс-поляризации. Эта методика стала основой для цифровой дерматоскопии.
2001 году компания 3Gen представила первый поляризованный портативный дерматоскоп DermLite. Он позволяет не использовать иммерсионную жидкость для визуализации.
Клинические апробации медицинского прибора FotoFinderdermoscope II показали, что аппарат позволяет проводить автоматическую диагностику пигментных нарушений с чувствительностью 80 %, специфичностью 90 % и точностью 90 %, что совпадает с осмотром высококвалифицированного онкодерматолога.
Сейчас для дерматоскопии используют сверхточные нейронные сети, но такая аппаратура требует более глубоких исследований.
Самые распространенные современные системы дерматоскопии — Fotofinder, DermoGenius, HEINE и другие.